# Benediktinski samostan Rožac
Benediktinski samostan Rožac (italijansko Abbazia di Rosazzo, furlansko Badie di Rosacis) ali Rožaška opatija je bila benediktinska opatija , ki se nahaja na osamljenem območju v gričevju severovzhodno od Manžana v Furlaniji, približno 20 kilometrov od Vidma in deset kilometrov od meje s Slovenijo.

## Ustanovitev
Začetki opatije so precej sporni in niso vedno potrjeni s pisnimi viri, po ljudskem izročilu naj bi se okoli leta 800 na osamljenem območju naselil puščavnik Aleman, da bi našel dušni mir in si zgradil skromen oratorij in celico. Mirno okolje naj bi pritegnilo še več vernikov, celice so se toliko pomnožile, da je oratorij postal samostan, ki se je ravnal po vodilu Sv. Avguština, zgrajena cerkev pa je bila posvečena Sv. Petru, Apostolu. 
Samostan Rožac je verjetno ustanovil oglejski patriarh Ulrik I. Eppenštajnski (1068–1077) v času svojega stolovanja, morda na mestu, kjer je svoje bivališče ustanovil puščavnik v začetku 9. stoletja. Avguštinski red je odpravil v korist benediktinskega, pri čemer so prvi menihi prispeli iz koroškega samostana Milštat v letu 1091. Kmalu zatem je oglejski patriarh Ulrik I. Eppenštajnski okoli leta 1100 samostan povzdignil v opatijo. Prvi benediktinski opat v Rožacu je prišel iz Milštata, blaženi Gerold, ki ga je imenoval patriarh Ulrik I., izbral pa patriarhov oče koroški vojvoda Markwart IV. Eppenštajnski, ki je samostano ob tem podaril tudi 140 hub ali kmetij. Benediktinci so prebivali v Rožacu več kot tristo let: to je bilo obdobje velike stabilnosti in obilja. Najverjetneje so bili Eppenštajnski, koroški vladarji in zavezniki cesarja ter njihovi nasledniki Spanheimi najbolj zaslužni pri ustvarjanju in utrjevanju opatije, ki se je močno povečala s posestmi in s slavo. Opatija je kmalu dosegla vodilno vlogo, obdarjena s številnimi posesti in obrambno okrepljena. Z izumrtjem Spanheimske družine so Goriški grofje prevzeli svojo vlogo in se predstavljali kot potomci ustanoviteljev samostana in se pozneje vsilili v zgodovino samostana. V 13. stoletju je opatija dosegla svoj največji sijaj, bila razglašena za neodvisno in pod neposredno zaščito Svetega sedeža z diplomo papeža Inocenta IV.. 
Leta 1323 je celotna opatijski gradbeni kompleks prizadel zelo velik požar, v katerem so bili uničeni vsi dokumenti. Leto 1391 je prineslo novost za opatijo Rožac: prvič je papež Bonifacij IX. opatijo podelil ravenskemu kardinalu Pileu di Prati. Prenos oblasti je bil uradno potrjen šele leta 1423 in prinesel duhovni propad samostana. Namesto opatov so opatiji vladali preko upravnikov, ki jih je vodilo pridobivanje opatijskih dohodkov. Posledično so benediktinski menihi odhajali in opatija je čedalje bolj propadala. Kasneje je bil samostan med boji med Oglejem in Čedadom, med Benetkami in Habsburžani preoblikovan v obrambno trdnjavo. Benediktinski menihi so po več kot tristo letih zapustili opatijo, ki so jo vodili od leta 1423 do leta 1751 (leto ukinitve oglejskega patriarhata), s poveljujočimi opati, katerih grbi so še vedno vidni v oknih samostana. V tem obdobju so se po letu 1522 v opatiji naselili dominikanci in tam ostali 248 let.
Leta 1509 so bile zgradbe opatije močno prizadete v bojih, ki jih je vodil Habsburški vojvoda Brunswick, in zapuščene v nezavidljivem stanju, kot to opisuje sonet Francesca Bernija iz leta 1528. Potem je dal opat Giovanni Matteo Giberti opatijo temeljito obnoviti v tretjem desetletju šestnajstega stoletja. Dela je vodil čedadski arhitekt Vincislao Bojani. Nadaljnja adaptacije so potekale leta 1823, ki jih je naročil videmski škof Emanuele Lodi, ki so med drugim privedle do odstranitve stolpov. Videmski škof je opatijo spremenil v poletno rezidenco videmskih škofov. Videmski škofi so si dodali tudi naziv »Markizi Rožacki«, kar jim je priznal italijanski kralj leta 1927. Utrjeni kompleks še vedno ohranja arhitektonsko eminentnost stavb, kot je cerkev Svetega Petra, s freskami Francesca Torbida, učenca Giorgionea, in čudovitega samostana iz 16. stoletja. Opatijo je močno prizadel tudi potres leta 1976, nakar se je videmski nadškof mons. Alfredo Battisti posebej zavzel za obnovo stavbnega kompleksa, in s tem za ponovno rojstvo Rožaca.
Sedaj »samostan vrtnic« deluje pod okriljem Fundacije Rožac kot kulturno središče, humanistično in družbeno stičišče, kjer se organizirajo konference, seminarji, razstave in razprave. Fundacija deluje pod neposrednim nadzorom Videmskega nadškofa.

## Posesti (na slovenskem poselitvenem območju) in moč opatije
Opatijo Rožac so 11. do 13. stoletju obdarovali s pomembnimi donacijami veliki fevdalni gospodje tistega časa, koroški vojvode, grofje, oglejski patriarhi in goriški gospodje. S temi donacijami posesti in privilegijev so se posesti razširile na območje okoli Rožaca vključujoč Brda v kraju Pieve di Brazzano, cerkev Svetega Jurija v Krminu s sosednjimi posestvi, več krajev v Istri in cerkev Svetega Andreja v Kopru in več kot trideset vasi ob Soči do njenega izliva pri Trbižu. 
Eppenštajnski, koroški vladarji, ter njihovi nasledniki Spanheimi so največ prispevali k ustvarjanju in utrjevanju opatije, in sicer s povečevanjem posesti opatije z raznimi podaritvami. Mnogo teh daritev posesti se je nanašalo na vasi in gospostva na slovenskem poselitvenem območju na zahodni narodnostni meji in na Krasu ter Istri. Dinastija Spanheimov, ki je med letoma 1122 in 1269 zasedala koroški vojvodski prestol, je bila močno zasidrana tudi v mejnem prostoru Furlanije, Istre in Krasa. Grofica Hedvika iz Moše, imenovana po gradu zahodno od Gorice, je bila namreč poročena z grofom Engelbertom I. Spanheimskim in je bila tako prednica vseh kasnejših Spanheimnov. Tako je Hedvika Spanheimom s svojo dediščino prinesla obsežne furlansko-kraške posesti v širši okolici Gorice, vključno z gradovoma Moša, Ratenj (Artegna) in tudi samo Gorico. Posesti Gorice, ki je enkrat po smrti koroškega vojvode Henrika Spanheima leta 1123 prešla v roke Goriških grofov – Henrik I. Goriški je bil 1146 kot prvi imenovan »comes de Guorze«. 
Benediktinski samostan Rožac je postal drugi družinski samostan Spanheimov, kjer je bilo pokopanih kar nekaj članov družine. Poleg grofice Hedvige iz Moše še koroška vojvoda Ulrik I. († 1144) in Henrik V. († 1161). Spanheimi so Rožac obdarovali z mnogimi posestmi na Krasu, v spodnji Vipavski dolini in ob vznožju Goriških brd. Sam vojvoda Bernard je leta 1220 samostanu podaril vas Črniče pri Šempasu v spodnji Vipavski dolini ter leta 1252 še hube v Šmarju pri Sežani. Listina iz leta 1252 poimensko našteva vse nekdanje kraške vasi Spanheimov, podeljene Rožacu, ki jih je skupaj 18. Gre za vasi v tržaškem zaledju okrog Sežane, ki so se nahajale od Opatjega sela na zahodu do Dolnjega Ležečega na vzhodu.
Naslednik vojvoda Ulrik III. Spanheimski (1256–1269) pa je svoje pozicije na Krasu in robu Furlanije žrtvoval za to, da je lahko dobil absolutno prevlado na Kranjskem. Že pred letom 1258 je grofom Goriškim zastavil družinski grad Moša, 1261 pa je v čedadskem mirovnem sporazumu prepustil vse svoje preostale posesti na Krasu in v Furlaniji oglejskemu patriarhu.
Leta 1521 je del opatije in njene zemljiške posesti prešlo pod »Beneško republiko« in sicer: Ibana pri Prapotnem (Albana di Prepotto), Azzano di Premariacco, Bolzano di San Giovanni al Natisone, Bottenicco di Moimacco, Bračan, Buttrio, Čampej pri Fojdi (Campeglio di Faedis), Case di Manzano, Cassegliano di San Pier d’Isonzo (GO), Čedad, Koren, Dolegnano di San Giovanni al Natisone, Gramogliano di Corno di Rosazzo, Ialmicco di Palmanova, Ipplis e Leproso di Premariacco, Manžan (Manzano), Medeuzza di San Giovanni al Natisone, Tržič, Noax (Corno di Rosazzo), Novacuzzo di Prepotto, Oleis di Manzano, Orsaria di Premariacco, (Poreč - HR), Pradamano, Premarjak, Prapotno, Rocca Bernarda, Škocjan ob Soči, San Giovanni al Natisone, San Lorenzo di Soleschiano (Manzano), San Vito al Torre, Sant'Andrat del Collio (Corno di Rosazzo), Spessa di Cividale del Friuli, Topoljan (Tapogliano), Visinale del Judrio (Corno di Rosazzo), Villa Nova del Judrio (San Giovanni al Natisone). 
Pod Habsburško Avstrijo pa so prešla zemljiške posesti (kraji ali vasi): Batuje, Bilijana (SLO), Kanal ob Soči, Kobarid, Črniče, Cerovo, Krmin, Deskle, Dolenje v Brdih, Gorenje (SLO), Idrija, Lokavec, Lože (Lonzano), Lubin (SLO), Ločnik, Livek, Medeja, Mirnik (Mernico), Opatje selo, Bovec, Polač (Polazzo), Romanž na Soči, Ročinj, Rutarji, Branik, Tomačevica pri Braniku, Jenkovo (Vencò), Versa di Romans d’Isonzo, Vrtovin, Vileš, Visco.
Opatija je dosegla resnično pomembno posvetno moč, imela je ne samo duhovno in upravno pristojnost, bila je tudi gospodarsko zelo močna v patriarhovi kneževini. O tem priča dejstvo, da je opat v parlamentu Dežele Furlanije (Patria dell Friuli) v vrstnem redu glasovanja in dostojanstev, zasedal tretje mesto.